# 沃默 (堪薩斯州)
沃默（英語：Womer）是位於美國堪薩斯州史密斯縣的一個非建制地區。

## 歷史
沃默的郵政局於1883年設立，直到1905年結束營運。

## 地理
沃默所處的海拔為高於海平面589米（即1933英呎），而該地所採用的時區為UTC-6，即北美中部時區（CST）。同時該地設有夏令時間，為UTC-6調快一小時，即UTC-5（CDT）。